# إستيل تشيشولم وارد
إستيل تشيشولم وارد (بالإنجليزية: Estelle Chisholm Ward)‏ هي صحفية أمريكية، ولدت في 18 يونيو 1875 في مقاطعة ماكلاين في الولايات المتحدة، وتوفيت في 9 ديسمبر 1946 في أوكلاهوما سيتي في الولايات المتحدة.